# Ove Bengtson
Ove Nils Bengtson, né le 5 avril 1945 à Danderyd, est un joueur de tennis professionnel suédois, vainqueur de la première Coupe Davis avec l'équipe de Suède aux côtés de Björn Borg.

## Carrière
Il a joué avec le jeune Björn Borg de 19 ans alors que lui en avait 30, la finale de la Coupe Davis en 1975 qui est le premier titre de la Suède dans cette compétition. Après avoir perdu le premier simple et la victoire de Borg dans le second, leurs association bat les tchécoslovaques en double. Borg remporte le point de la victoire dans le troisième simple, Bengtson joue alors un match sans enjeu qu'il perd. Avant la finale il n'avait joué que les doubles avec Borg (sauf au deuxième tour avec Rolf Norberg), les simple étaient joué par Birger Andersson. Il a joué en Coupe Davis de 1967 à 1979.

## Palmarès

### Titre en simple messieurs
| No | Date       | Nom et lieu du tournoi        | Catégorie | Surface | Finaliste  | Score    |  |
| -- | ---------- | ----------------------------- | --------- | ------- | ---------- | -------- |  |
| 1  | 14-06-1969 | Kent Championships, Beckenham |           | NC      | Tom Gorman | 6-4, 7-5 |  |

### Titres en double messieurs
| No | Date       | Nom et lieu du tournoi                       | Catégorie | Dotation | Surface         | Partenaire  | Finalistes                  | Score                   |  |
| -- | ---------- | -------------------------------------------- | --------- | -------- | --------------- | ----------- | --------------------------- | ----------------------- |  |
| 1  | 26-03-1973 | Tournoi de tennis de Saint-Louis St Louis    |           | NC $     | NC              | Jim McManus | Terry Addison Colin Dibley  | 6-2, 7-5                |  |
| 2  | 23-06-1973 | Rothmans South Of England Champ's Eastbourne |           | NC $     | Gazon (ext.)    | Jim McManus | Manuel Orantes Ion Țiriac   | 6-4, 4-6, 7-5           |  |
| 3  | 11-02-1974 | Tournoi de tennis de Bologne Bologne         |           | NC $     | Moquette (int.) | Björn Borg  | Arthur Ashe Roscoe Tanner   | 6-4, 5-7, 4-6, 7-6, 6-2 |  |
| 4  | 18-02-1974 | Tournoi de tennis London Indoors Londres     |           | 50 000 $ | Dur (int.)      | Björn Borg  | Mark Farrell John Lloyd     | 7-6, 6-3                |  |
| 5  | 07-07-1975 | Swedish Open Båstad                          |           | NC $     | Terre (ext.)    | Björn Borg  | Juan Gisbert Manuel Orantes | 7-6, 7-5                |  |

### Finales en double messieurs
| No | Date       | Nom et lieu du tournoi                               | Catégorie | Surface         | Vainqueurs                       | Partenaire  | Score         |  |
| -- | ---------- | ---------------------------------------------------- | --------- | --------------- | -------------------------------- | ----------- | ------------- |  |
| 1  | 16-06-1969 | The Queen's Club Championships Londres               |           | Gazon (ext.)    | Owen Davidson Dennis Ralston     | Thomaz Koch | 8-6, 6-3      |  |
| 2  | 25-09-1972 | Tournoi de tennis de la côte Pacifique Albany        |           | Moquette (ext.) | Bob Hewitt Frew McMillan         | Björn Borg  | 6-4, 6-2      |  |
| 3  | 24-09-1973 | Tournoi de tennis de la côte Pacifique San Francisco |           | Moquette (int.) | Roy Emerson Stan Smith           | Jim McManus | 6-2, 6-1      |  |
| 4  | 18-03-1974 | São Paulo WCT São Paulo                              |           | Moquette (int.) | Adriano Panatta Ion Țiriac       | Björn Borg  | 7-5, 3-6, 6-3 |  |
| 5  | 08-07-1974 | Swedish Open Båstad                                  |           | Terre (ext.)    | Paolo Bertolucci Adriano Panatta | Björn Borg  | 6-3, 2-6, 6-3 |  |